# Keserovina
Keserovina (Servisch cyrillisch Кесеровина) is een plaats in de Servische gemeente Užice. De plaats telt 589 inwoners (2002).